# Hermann Theobald Petschke
Hermann Theobald Petschke (* 21. März 1806 in Budissin; † 28. Januar 1888 in Leipzig) war ein deutscher Jurist und Komponist.

## Leben und Werk
Er wurde als erster Sohn von Maximilian Karl August Petschke und Henriette Charitas Petschke geboren. Der Vater war als Oberamtsadvokat in Budissin tätig. 1824 immatrikulierte sich Hermann Theobald Petschke an der Universität Leipzig. 1830 wurde er promoviert. Von 1829 bis 1833 war Petschke als Privatdozent an der Universität Leipzig tätig. Ab 1833 war er in Leipzig als Rechtsanwalt tätig. Er war Mitglied im Leipziger Kunstverein und im Verein für kirchliche Kunst in Sachsen. Er war ferner Mitglied im Richard-Wagner-Verein sowie im Leipziger Musikerverein. Die Leipziger Universitäts-Sängerschaft zu St. Pauli ernannte Petschke zum Ehrenmitglied.
Am 13. Januar 1843 gründete Petschke einen Männergesangsverein. Er komponierte zahlreiche Werke. Seine Kompositionen für den Männergesang erhielten große Beachtung. Weiterhin war Petschke ab 1849 Mitglied der Gewandhauskonzertdirektion. Hermann Theobald Petschke vermachte der Stadt Leipzig in seinem Testament 470.412,60 Mark. Das gesamte Vermögen sollte dann als Stiftungsfonds zum Ankauf von Kunstwerken für das städtische Museum dienen. Er wurde auf dem Neuen Johannisfriedhof in Leipzig neben seinem Bruder Hermann Bernhard Petschke begraben. Im Zuge der Säkularisierung des Neuen Johannisfriedhofs wurde das Grabmal auf den Alten Johannisfriedhof verbracht.

## Werke
- Reiterlied. In: Illustrirte Zeitung. Nr. 22. J. J. Weber, Leipzig 25. November 1843, S. 347 (Digitalisat in der Google-Buchsuche).